# Крапинско-загорска жупания
Крапинско-загорската жупания e разположена в Северно Хърватско. Заема площ от 1224 км². Главен град на жупанията е Крапина. Други по-големи градове са: Долна Стубица, Кланец, Орославие, Преграда, Забог и Златар. Крапинско-загорска жупания е съставена от 25 общини.

## Население
Според преброяването през 2011 година Крапинско-загорската жупания има 132 892 души население. Според националната си принадлежност населението на жупанията има следния състав:
- хървати – 98,9 %
- словенци – 0,3 %
- сърби – 0,2 %